# Smoking Gun 민간 과수연 조사원 나가레타 에니시
《Smoking Gun 민간 과수연 조사원 나가레타 에니시》(일본어: Smoking Gun 民間科捜研調査員 流田縁 スモーキングガン みんかんかそうけんそうさいん ながれたえにし[*])는 원작:요코마쿠 토모히로, 작화:타케야 슈지에 의한 일본의 만화 작품이다.

## 개요
〈그랜드 점프〉 (슈에이샤)에 게재되었다. 화 수 카운트는 〈evidence○〉.

## 텔레비전 드라마
《SMOKING GUN~결정적 증거~》(일본어: SMOKING GUN〜決定的証拠〜 スモーキングガン～けっていてきしょうこ～[*])는 후지 TV·쿄도 TV 제작으로 2014년 4월 9일부터 6월 18일까지 수요일 22:00 ~ 22:54 (JST)에 방송된 텔레비전 드라마이다. 주연은 카토리 싱고.
캐치프레이즈는, 〈우리 회사의 상품은 “결정적 증거”입니다.〉.

### 캐스트

#### 치요다 과학 수사 연구소
나가레타 에니시 (35) - 카토리 싱고
영업 겸 조사원. 전 과학 수사 연구소 연구원.
이시노마키 사쿠라코 (20) - 니시우치 마리야
서무 담당.
마츠이 죠타로 (22) - 나카야마 유마
아르바이트 조사원 조수.
코미야마 쇼코 (37) - 안도 타마에
조사원.
타사카 시게루 (56) - 잇세 오가타
조사원. 전 형사.
치요다 마키 (42) - 스즈키 호나미
소장. 전 경시청 조직 범죄 대책부 소속의 캐리어 경찰관.
치요다 쿠루미 (8) - 하마다 코코네
마키의 의붓딸.

#### 그 외
나가토모 에미리 (27) - 쿠라시나 카나
에니시의 연인. 고인. 전 과학 수사 연구소 연구원.
카시와기 나츠키 (38) - 타니하라 쇼스케
마키의 전 부하.
이가와 - 카사하라 히데유키

시바사키 - 타쿠마 타카유키

시라이시 신타로 - 코마츠 토시마사

### 스태프
- 원작 - 요코마쿠 토모히로, 타케야 슈지 《Smoking Gun 민간 과수연 조사원 나가레타 에니시》
- 각본 - 사카이 마사아키, 타케이 아야
- 음악 - 타카미 유, 노부사와 노부아키
- 연출 - 무라카미 쇼스케, 사토 겐타
- 주제가 - N'슈쿠가와BOYS 〈JESUS FRIEND〉 (빅터 엔터테인먼트)
- 경찰 감수 - 이토 코이치
- 의료 지도 - 사사키 리에
- 스턴트 코디네이트 - 켄모치 마코토
- 기술 협력 - 바스크, 밴 에이트
- 미술 협력 - 후지 아르
- 편성 기획 - 카토 타츠야
- 프로듀스 - 모리야스 아야, 이가 노부코
- 제작 - 후지 TV
- 제작 저작 - 쿄도 TV

### 방송 일자
| 부                                                         | 각 화  | 방송일         | 부제                                                                                   | 각본                        | 연출            | 시청률 |
| ---------------------------------------------------------- | ------ | -------------- | -------------------------------------------------------------------------------------- | --------------------------- | --------------- | ------ |
| 제1부                                                      | 제1화  | 2014년 4월 9일 | 파는 것은 결정적 증거 과학 수사와 사람의 마음으로 약자를 구하는 민간 과수연            | 사카이 마사아키             | 무라카미 쇼스케 | 10.3%  |
| 제1부                                                      | 제2화  | 4월 16일       | 강도인가 원한인가? 방범 카메라가 파헤치는 진실                                         | 사카이 마사아키             | 무라카미 쇼스케 | 7.2%   |
| 제1부                                                      | 제3화  | 4월 23일       | 밝혀지는 과거의 비밀 죽은 연인의 다른 얼굴…                                            | 사카이 마사아키             | 사토 겐타       | 7.9%   |
| 제1부                                                      | 제4화  | 4월 30일       | 되살아나는 과거와 인연!? 결국 새로운 희생자가                                          | 사카이 마사아키             | 무라카미 쇼스케 | 7.5%   |
| 제2부                                                      | 제5화  | 5월 7일        | 팀 해산 동료가 남긴 수수께끼의 증거품?                                                 | 사카이 마사아키             | 사토 겐타       | 8.8%   |
| 제2부                                                      | 제6화  | 5월 14일       | 수수께끼의 여자가 꾸민 함정 죽은 연인으로부터의 전언                                   | 사카이 마사아키             | 사토 겐타       | 6.2%   |
| 제2부                                                      | 제7화  | 5월 21일       | 슬픈 과거와의 대치 수수께끼의 천재 과학자의 그림자                                     | 사카이 마사아키             | 무라카미 쇼스케 | 5.8%   |
| 제2부                                                      | 제8화  | 5월 28일       | 사건은 드디어 핵심으로! 용의자의 뜻밖의 출생? 복역수가 감추는 저주받은 연구란?         | 사카이 마사아키             | 사토 겐타       | 6.5%   |
| 제2부                                                      | 제9화  | 6월 4일        | 눈 뜬 동료가 말하는 진실과 파묻혀 가는 기억 금단의 연구와 알 수 없는 죽음의 수수께끼란 | 사카이 마사아키             | 무라카미 쇼스케 | 6.1%   |
| 제2부                                                      | 제10화 | 6월 11일       | 마침내 진범인 드러나다! 죽은 자로부터 온 증거…유서와 와인에 감춘 트릭!?                | 사카이 마사아키 타케이 아야 | 사토 겐타       | 7.2%   |
| 제2부                                                      | 최종화 | 6월 18일       | 진실에는 연속이!? 충격의 결말과 죄의 기억 전해진 연인의 최후의 말은                    | 사카이 마사아키             | 무라카미 쇼스케 | 6.7%   |
| 평균 시청률 7.4% (시청률은 칸토 지구·비디오 리서치사 조사) |        |                |                                                                                        |                             |                 |        |

- 첫회는 15분 확대 (22:00 ~ 23:09).

| 후지 TV 수요일 밤 10시 드라마           | 후지 TV 수요일 밤 10시 드라마                   | 후지 TV 수요일 밤 10시 드라마                                        |
| 이전 작품                               | 작품명                                          | 다음 작품                                                            |
| --------------------------------------- | ----------------------------------------------- | -------------------------------------------------------------------- |
| 내가 있었던 시간 (2014.1.8 ~ 2014.3.19) | SMOKING GUN~결정적 증거~ (2014.4.9 ~ 2014.6.18) | 후지 TV 개국 55주년 기념 드라마 젊은이들 2014 (2014.7.9 ~ 2014.9.24) |